# ...und wer küßt mich?
Pour plus de détails, voir Fiche technique et Distribution.
...und wer küßt mich? est un film allemand réalisé par E. W. Emo, sorti en 1933.

## Synopsis
Une danseuse de ballet œuvre pour que son directeur soit viré, afin qu’elle puisse avoir une meilleure chance de devenir une célébrité dans la prochaine comédie musicale.

## Fiche technique
- Titre : ...und wer küßt mich?
- Réalisation : E. W. Emo
- Scénario : Herbert Rosenfeld et Friedrich Dammann (en) d'après leur roman
- Photographie : Hugo von Kaweczynski (en)
- Musique : Franz Grothe
- Pays d'origine : Troisième Reich
- Format : Noir et blanc - 1,37:1
- Genre : comédie
- Date de sortie : 1933

## Distribution
- Georg Alexander : Bankier Morgan
- Marion Taal : Amelie
- Felix Bressart : Directeur Ritter
- Margo Lion : la star du théâtre comique
- Margarete Kupfer : Amelies Wirtin
- Theo Lingen : le régisseur
- Erich Dunskus

## Article Annexe
- Liste des longs métrages allemands créés sous le nazisme